# Sociologie jazyka
Sociologie jazyka je hraniční vědeckou disciplínou na pomezí sociologie a jazykovědy. Zabývá se úlohou jazyka ve společnosti, vztahem jazyka s dalšími sociálními jevy a útvary, v neposlední řadě pak podmíněností jazyka sociálním kontextem.

## Řeč, jazyk a jejich význam ve společnosti
Zamyslíme-li se nad odvěkou otázkou po tom, čím se liší člověk od ostatních živočichů, dříve či později narazíme na jazyk (coby komplexní symbolický systém komunikace) jako na jeden ze zásadních aspektů „lidství“. Jazyk je nepochybně základem společenského života, prochází takřka všemi společenskými fenomény, je společenskou institucí s výraznými rituálními rysy (k tématu jazykových rituálů se dostaneme později) – libovolný konkrétní jazyk je systémem znaků, které mají v určitém společenství obecně sdílený význam, je však třeba si uvědomit, že se během vzájemného působení uživatelů jazyka a jazyka samotného tyto významy neustále proměňují (Bauman – Myslet sociologicky).
Slova řeč a jazyk nejsou synonyma – podle dnes již obecně akceptovaného rozlišení (Ferdinand de Saussure, Noam Chomsky) je jazyk abstraktním systémem znaků, zatímco řeč je konkrétní individuální realizací těchto znaků; pro lepší představu lze uvést Saussurovy metafory, v níž jazyk přirovnává k pravidlům šachové hry, řeč pak k samotné konkrétní šachové partii.
Jazyk není pouhým nástrojem k popsání (reflexi) reality, ale úloha jazyka je mnohem větší – prostřednictvím jazyka můžeme svět kolem nás nejen popsat, ale skrze jazyk jej také chápeme, uspořádáváme a v nemalé míře přímo utváříme (Edward Sapir: reálný svět je budován na jazykových zvyklostech dané komunity, které předurčují určitý výběr interpretace reality). Pro shrnutí citujme Velký sociologický slovník, z hesla jazyk: „Jazyk je nástrojem pozorování, reagování, sebevyjadřování, srovnávání, kategorizace, selekce.“
Jazyk jsme se naučili používat v průběhu počáteční socializace (~ lingvistická socializace), Peter Berger tento fakt vyjadřuje dokonce až tak, že „[jazyk] je nám vnucován určitou sociální skupinou, jejímž úkolem je naše počáteční socializace.“ (Berger 2003 : 122); nezvratný význam jazyka dokládá v tomto případě už jen to, že první slůvko, které dítě vysloví, je u rodičů, prarodičů a nezřídka i jejich přátel spojeno s nemalou radostí a nadšením. S každým novým pokrokem v mluvení se vlastně batole stává stále dokonalejším člověkem a právoplatným členem společnosti.
V této souvislosti je možno zmínit teorii jazykových kódů od britského sociologa Basila Bernsteina: ten tvrdí, že řečové návyky už od útlého věku odrážejí sociální poměry, ze kterých člověk pochází – jednotlivé sociální skupiny se přitom neliší jen rozsahem slovní zásoby nebo vyjadřovacími schopnostmi, ale rozdíly přímo ve způsobech komunikace. Bernstein vymezil dvě základní formy komunikace – dva specifické jazykové kódy:
- Omezený jazykový kód (restringovaný) – je charakteristický pro děti z nižších sociálních vrstev; „omezený“ je proto, že komunikace omezeným kódem je založena na předpokladech, jejichž znalost je považována za samozřejmou a není proto třeba je verbalizovat; omezené jazykové kódy jsou daleko vhodnější ke předávání praktických zkušeností a jednoznačných vyjádření než k probírání abstraktních pojmů, vztahů a procesů. Rodiče vychovávají své děti formou přímých zákazů a trestů za nesprávné chování, jež se vymyká sdíleným zásadám, považovaným za samozřejmé.
- rozvinutý jazykový kód (elaborovaný) – verbální projev je méně vázaný na specifický kontext, což umožňuje snazší zobecňování a vyjadřování abstraktních představ; rodiče při výchově dětí častěji vysvětlují, jaké důvody a zásady je vedly k trestům a zákazům; charakteristický pro střední společenskou vrstvu.

Pro ujasnění citujme příklad z Giddensovy učebnice Sociologie: „Chce-li dítě v dělnické rodině příliš mnoho sladkostí, řekne mu matka ´Tak a dost!´. Ve středostavovské rodině mu nejspíš vysvětlí, že sladkosti jsou nezdravé a kazí se po nich zuby.“ (Giddens 2003 : 398)

## Jazyk jako sociologické téma v historii
Protože jazyk jako celospolečenský fenomén prostupuje takřka všemi sociálními jevy, téma jazyka se nutně musí v určité míře objevovat ve všech teoretických sociologických koncepcích. Přesto v klasických sociologických teoriích 19. století problematika jazyka často stojí až na okraji zájmu, na rozdíl od filosofie té doby (Karl Marx a Friedrich Engels ovšem věnují jazyku zvýšenou pozornost už od počátku své práce). Émile Durkheim uvádí jazyk jako názorný příklad sociálního faktu, dále pak o něm uvažuje především v souvislosti se sociálním původem kategorií lidského myšlení. Georg Simmel se jazykem zabývá v rámci analýzy úlohy lži při utváření určitých typů sociálních vztahů. Vilfredo Pareto pak věnuje jazyku pozornost ve své teorii reziduí a derivací.
Jazyk stojí prakticky na okraji sociologického zájmu až do 60. let 20. století. Nutno však zmínit, že se jazykem již zhruba od 30. let 20. století zabývali mnozí kulturní a sociální antropologové. Ti podrobili jazyk důkladnému zkoumání v rámci studia tzv. preliterárních společností. Jazyk v kulturní a sociální antropologii není samostatným fenoménem jako v tradiční jazykovědě, ale je chápán jako strukturovaný komunikační systém užívaný právě určitou lidskou skupinou. Klíčový význam má koncepce funkcionalistického antropologa Bronislawa Malinowskiho (zaměřil pozornost např. na problém indexikality jazyka – viz dále), dále pak hypotéza jazykového relativismu, jíž formulovali Benjamin Lee Whorf a E. Sapir. K dalším významným kulturním a sociálním antropologům, kteří se zabývali zkoumáním jazyka, patří Franz Boas, A. Radcliffe-Brown nebo E. E. Evans-Pritchard.

## Jazyk jako sociologické téma v současnosti
Současné filosofické a sociologické pojetí jazyka ovlivnil svou prací zakladatel strukturálního lingvistického proudu Ferdinand de Saussure (1857 – 1913), na něhož přímo navázal například čelný představitel francouzského strukturalismu Claude Lévi-Strauss (1908 – 2009). V 60. letech 20. století tzv. Sapir-Whorfova hypotéza výrazně ovlivnila proces paradigmatické redefinice sociologie. Jádrem této hypotézy je tvrzení, že „různí pozorovatelé si na základě týchž fyzikálních faktů nevytvoří týž obraz světa, jestliže jejich jazyková pozdí (linguistic backgrounds) nejsou podobná nebo alespoň srovnatelná“ (Whorf, cituje M. Petrusek). Obrazy světa jsou relativní – světy, v nichž žijí různé společnosti hovořící odlišnými jazyky, jsou různými světy, nikoli jen jedním světem opatřeným různými jazykovými etiketami. Je to pro nás těžko představitelné, protože naše euroamerická oblast je jazykově velice příbuzná, pro evropské jazyky dokonce kulturní a sociální antropologové užívají souhrnný výraz „standardní průměrná evropština“ (SAE), a ony zmíněné rozdíly v zakoušení světa tedy nejsou v našem prostředí tak patrné. V širším celosvětovém rámci ale je možné dobře ilustrovat, jak rozdílně může být realita v jazyce pojata:
- některé[který?] jazyky například rozlišují inkluzivní a exkluzivní plurál první osoby (tj. mají odlišný výraz pro „my včetně tebe“ a pro „my bez tebe“)
- Hopijština nezná imaginární plurál (imaginární plurál je například „deset dnů“ – tedy takový plurál, který nemá reálné podložení, v realitě neexistuje)
- jazyky se liší i množstvím rozlišovaných barev (některé jazyky rozeznávají jen černou a bílou, jiné – např. naše – dokážou popsat slovy celé barevné spektrum)
- Eskymáci údajně mají až 17 různých slov pro nejrůznější druhy sněhu (toto je oblíbený příklad relativismu, ale jeho pravdivost byla v poslední době podrobnějšími výzkumy[zdroj?] poněkud zpochybněna)
- Indiáni kmene Aguaruna v povodí Amazonky rozlišují na 700 různých druhů rostlin a dokonce je rozdělují do tříd a rodin velice podobných těm, které používá naše botanické třídění[zdroj?]

Z výše uvedeného vyplývá, že jednotlivé jazyky odrážejí kulturu a prostředí těch, kteří jimi mluví.
Jazyku věnují v současné sociologii mimořádnou pozornost zejména směry symbolického interakcionismu, interpretativní sociologie a z ní vycházející etnometodologie, tedy školy interpretativně-sociologické (dále např. fenomenologická sociologie, dramaturgická sociologie, existencialistická sociologie a další). Zejména se ptají, kde a jak jazyk utváří sociální realitu a jak jazyk zakoušíme ve společenském životě. Tyto sociologické školy otevřely dosud zcela opomíjená témata sociologického zkoumání: předně je to téma vztahu jazyka a každodenního života, dále např. téma přenosnosti individuální zkušenosti skrze jazyk nebo problematiku jazykové podmíněnosti sociálního chování. Jistého myšlenkového předchůdce (potažmo i současníka) mají zmíněné školy v odvětví tzv. obecné sémantiky. Když pomineme její zprvu dosti výrazný politický charakter, otevřela obecná sémantika taková podstatná témata, jako je např. role symbolického chování v sociálním životě, vztah jazyka a rituálu, role společenské etiketizace (labelling) a jazykové stigmatizace, jazyk reklamy, jazyk propagandy nebo problematiku funkce tzv. verbálních tabu (týkajících se vyměšování, smrti, sexu apod.).

### Jednotlivé současné směry sociologického zkoumání jazyka
- symbolický interakcionismus – za jeho myšlenkového předchůdce je považován Charles Horton Cooley, který pojal lidskou osobnost jako zrcadlové Já; na jeho myšlenky později navázal filozof George Herbert Mead, jenž je již uváděn jako přímý zakladatel symbolického interakcionismu. Mead je toho názoru, že lidská osobnost se vytváří v průběhu interakce a je výsledkem přejímání názorů a postojů ostatních. Za nejvýznamnější prostředek interakce považuje Mead řeč včetně neverbálních symbolů.
- etnometodologie – jejím zakladatelem je Harold Garfinkel, jedná se o „studium laických metod, které lidé používají k pochopení toho, co dělají a především co říkají ti druzí“ (tzv. etnometod). Etnometodologové navazují na myšlenky formulované již dříve zmíněným antropologem B. Malinowskim, jež můžeme shrnout citátem z Giddensovy učebnice: „Tomu, co je v určité společnosti řečeno, můžeme často porozumět jen tehdy, známe-li společenský kontext.“ Etnometodologie také otevírá velká témata „krize jazyka“, rozkladu komunikace atd.; podle některých autorů je jádrem zájmu etnometodologie zkoumání indexikality sociálního jednání, což zmíníme níže.
- interpretativní s-gie – považuje sociální svět (se zřetelným odkazem na Sapir-Whorfovu hypotézu) nikoli za objektivní fakt v durkheimovském slova smyslu, ale za sociální konstrukci, zejména pak za konstrukci jazykovou – významy jsou na jednotlivé objekty neustále kladeny v procesech interakce a komunikace mezi aktéry.
- fenomenologická s-gie – v souladu s Edmundem Husserlem a Alfredem Schutzem pokládá jazykové vyjádření reality každodenního života za klíč k jejímu pochopení; poukazuje na fakt, že žijeme ve světě, který je s jazykem natolik provázán, že se nám názvy, které předmětům dáváme, zdají být téměř jejich přirozenou součástí.
- jazyk má významnou roli i např. v jednom z největších současných teoretických systémů – v teorii strukturace známého britského sociologa Anthonyho Giddense. Klíčový pojem teorie strukturace, tedy pojem duality struktur, je vysvětlen právě na příkladu jazyka, protože „jazyk jako sociální forma vyjadřuje některé aspekty sociálního života jako celku“ (Petrusek 1988). Podstata duality struktur spočívá ve faktu, že struktura je jak médiem, tak produktem chování aktérů: užijeme-li jazyka jako příkladu struktury, pak jazyk je prostředkem (médiem) komunikace (jen prostřednictvím jazyka je komunikace možná), ale zároveň je jazyk výsledkem (produktem) komunikace (existence jazyka je možná jen díky tomu, že lidé komunikují).

### Některé problémy, jimiž se současná sociologie v rámci zkoumání jazyka zabývá
- indexikalita – pojem fenomenologické sociologie, kterým je označován předpoklad, že všechny projevy společenského života (tedy i jazyk či řeč) mají indexikální charakter, což znamená, že je možné pochopit jejich význam jen v konkrétním situačním kontextu. Pojem je původně inspirován lingvistikou a zpočátku byl užíván zejména ve vztahu k jazyku, později byl tento pojem zobecněn i mimo oblast jazykových vyjádření – např. i sociální interakce má indexikální povahu, neboť vždy probíhá v určitém fyzikálně-materiálním, jazykovém a sociálním kontextu. Opakem indexikality je objektivita – objektivní jsou zejména takové výrazy, s nimiž pracuje věda: pojmy jsou „očištěny“ od kontextových významů a popisovány jsou ty jejich vlastnosti, které jsou obecné, tedy bezkontextové, neidexikální.
- labelling – je to ústřední pojem etiketizační teorie, která ve zkratce říká, že aby se jedinec stal deviantem, musí být jako deviant označen, deviace mu musí být připsána – musí dostat nálepku (label) devianta. Pro sociologické posouzení chování jako deviantního je právě tento etiketizační akt podstatnější než samotné porušení normy. To, že člověk krade, z něj ještě nedělá zloděje – a nekrást samo o sobě ještě nezaručuje, že člověk nebude za zloděje označen.
- řečové rituály – jazyk jako symbolická komunikace již samou svou povahou inklinuje k ritualizaci (Keller – Úvod do sociologie).
- koncepce jazyka jako systému topoi – „Řeč je … chápána jako systém značek, jimiž jednotlivec ohraničuje sociální prostor, který považuje za své domovské teritorium. Při abstraktnosti a složitosti reality jsou stereotypizovaná řečová topoi vhodným prostředkem umožňujícím individuu snadnou orientaci a druhým signalizující spolehlivě jeho sociální příslušnost.“ – H. Kesting, C. Negt.
- ritualizované části řeči – např. přísloví a pořekadla; z méně formalizovaných klišé se skládá většina běžné konverzace (Garfinkel).

## Hraniční disciplíny na pomezí sociologie alingvistiky
- sociologie jazyka – sociologická disciplína, která se zabývá úlohou jazyka ve společenském životě, vztahem jazyka k jiným sociálním výtvorům a procesům a sociálními efekty řečového chování (termín Noama Chomskyho) a tím, jak je podmíněno společenským kontextem. Sociologie jazyka se v mnohém tematicky kryje se sociolingvistikou.
- sociolingvistika – lingvistická disciplína, která se zabývá zkoumáním sociálních vlivů na jazykový systém, neboli funkčním využitím jazyka v sociální komunikaci. Jazyk nám obecně slouží k určení společenské třídy mluvčího: jako příklad může posloužit divadelní hra Pygmalion od G. B. Shawa, v níž se chudá květinářka málem stane šlechtičnou poté, co projde rychlokursem správné mluvy. Rozdíl mezi sociologií jazyka a sociolingvistikou je většinou spatřován v obráceném směru zkoumání: sociolingvistika se zaměřuje na vysvětlení procesů probíhajících uvnitř jazykových systémů působením nejazykových jevů (zejména sociálních)[1], sociologie jazyka naopak používá lingvistické poznatky k vysvětlení jiných sociálních jevů a procesů.
- sociofonetika – disciplína na hranici sociologie a fonetiky, která zkoumá vlivy společenského vývoje na zvukovou stránku jazyka i na jeho jednotlivé zvukové prvky.
- dialektologie – jazykovědní disciplína zabývající se dialekty (nářečími), která se vyvinula ve 2. pol. 19. století z jazykového zeměpisu. Dialektologie je ze všech jazykovědních disciplín považována za nejbližší sociologii, a to hlavně pro úzkou vazbu dialektů na sociální vlastnosti etnických skupin. Používá také podobnou metodologii a postupy jako sociologie (terénní pozorování, dotazníky, interview). V současnosti se pozornost přesouvá od zkoumání fragmentů nářečí v řeči staršího venkovského obyvatelstva k popisu jazyka osob vzdálených generačně či sociálně (zejména výzkum tzv. “městské mluvy“).
- etnografie řeči – jejím cílem je vysvětlil zákonitosti volby určitého řečového chování a odhalit pravidla, jimiž se řeč řídí. V centru zájmu etnografie řeči je tedy studium jazykové kompetence, která umožňuje mluvčímu volit a užívat jazykové prostředky podle aktuální sociální situace. Počátky etnografie řeči jsou kladeny do 60. let 20. století, za jejího zakladatele je považován D. H. Hymes.